# IC 348
IC 348 (również Collinder 41) – młoda gromada otwarta powiązana z mgławicą znajdująca się w konstelacji Perseusza. Została odkryta 1 grudnia 1866 roku przez Trumana Safforda.
Jest to region, w którym formują się młode gwiazdy w wieku około 2 do 3 milionów lat, posiadające pośrednie dyski tworzące się wokół gwiazd.